# San Diego Spirit
San Diego Spirit war eine US-amerikanische Frauenfußballmannschaft aus San Diego. Die Mannschaft trat im 7.000 Zuschauer fassenden Torero Stadium der University of San Diego zu ihren Heimspielen an.

## Geschichte
Die im Besitz von Cox Enterprises befindliche Mannschaft von San Diego Spirit nahm 2001 den Spielbetrieb in der neu gegründeten Women’s United Soccer Association, der ersten Frauenfußballprofiliga der Welt, auf. Die Mannschaft um Spieler wie Shannon MacMillan, Julie Foudy und Mercy Akide verpasste in der Auftaktspielzeit als Tabellenfünfter nach je sieben Siegen, Unentschieden und Niederlagen die Play-off-Runde der besten vier Mannschaften mit drei Punkten Rückstand auf den Tabellenvierten Philadelphia Charge nur knapp. Nachdem San Diego Spirit in der zweiten Spielzeit die Saison als Vorletzter abgeschlossen hatte, gelang in der Spielzeit 2003 als Tabellendritter der Einzug in die Endrunde. Dort scheiterte die Mannschaft im Halbfinale an Atlanta Beat.
Ende 2003 löste sich das Team auf, als die Liga ihren Betrieb aufgrund finanzieller Probleme einstellen musste.

## Saisonstatistiken
| Jahr | Liga | Regular Season | Play-offs          | Zuschauerschnitt |
| ---- | ---- | -------------- | ------------------ | ---------------- |
| 2001 | WUSA | 5. Platz       | nicht qualifiziert | 5.714            |
| 2002 | WUSA | 7. Platz       | nicht qualifiziert | 5.883            |
| 2003 | WUSA | 3. Platz       | Halbfinale         | 5.635            |

## Bekannte Spielerinnen
- Mercy Akide (2001)
- Shannon Boxx (2001–2002)
- Joy Fawcett (2001–2003)
- Julie Fleeting (2002–2003)
- Julie Foudy (2001–2003)
- Lori Lindsey (2002)
- Shannon MacMillan (2001–2003)
- Shauna Rohbock (2002–2003)
- Aly Wagner (2003)